# Entoniscoides okadai
Entoniscoides okadai is een pissebed uit de familie Entoniscidae. De wetenschappelijke naam van de soort is voor het eerst geldig gepubliceerd in 1940 door Miyashita.